# Solarpark Linden

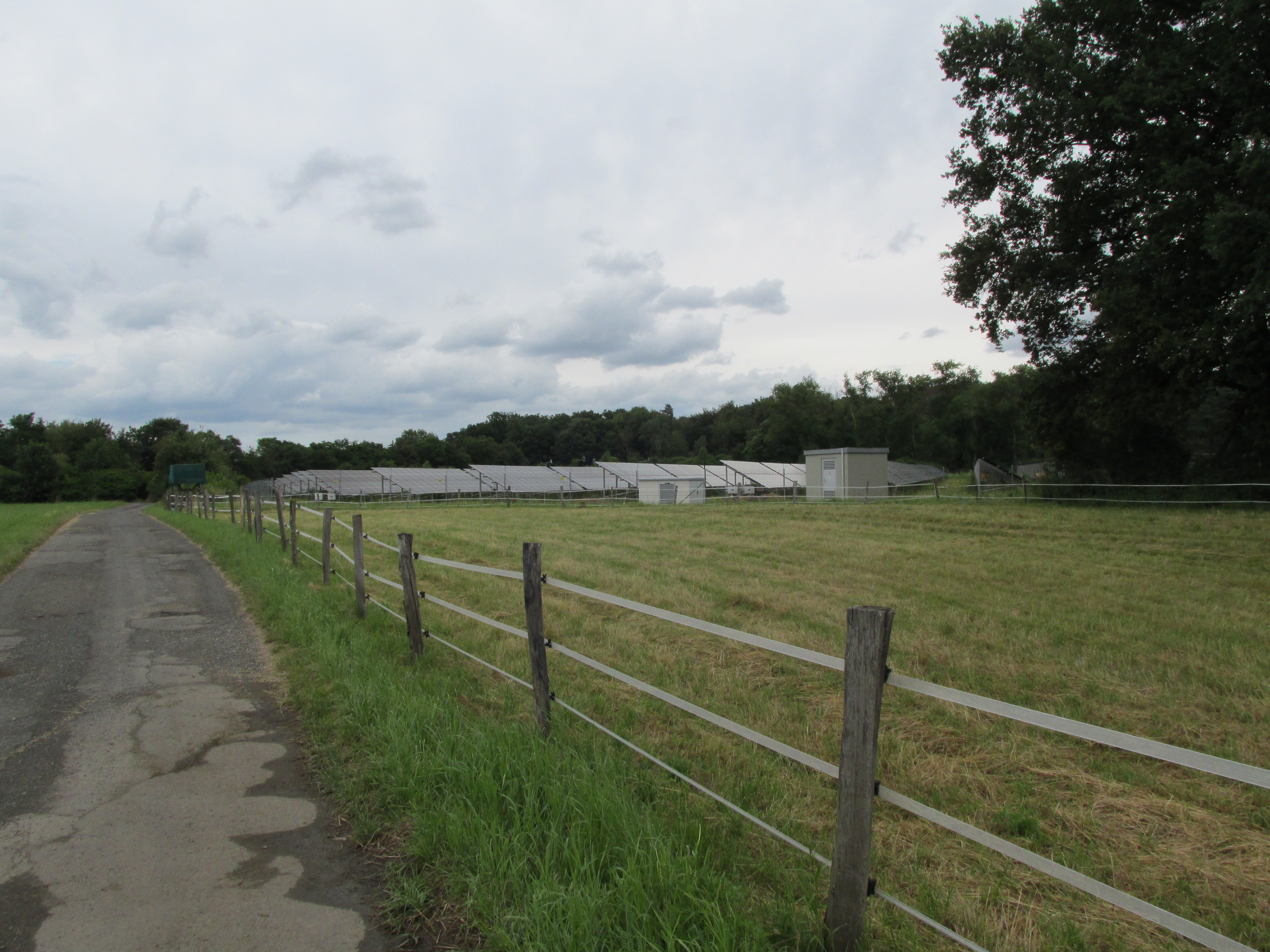

Der Solarpark Linden ist eine Photovoltaik-Freiflächenanlage („Solarpark“), bestehend aus zwei Teilanlagen, auf dem Gebiet der mittelhessischen Stadt Linden.

## Lage
Der Solarpark liegt am nordwestlichen Rand der Stadt Linden und grenzt an den Gießener Stadtteil Kleinlinden. Der erste Solarpark „Auf dem Bruch“ liegt nördlich der Innenstadt, der zweite „Steinrücksweg“ liegt südlich des ersten Solarparks.

## Daten
| Größe                 | Solarpark 1 „Auf dem Bruch“                                                   | Solarpark 2 „Steinrücksweg“                                                   |
| --------------------- | ----------------------------------------------------------------------------- | ----------------------------------------------------------------------------- |
| Fläche                | 4,5 Hektar                                                                    | ca. 5 Hektar                                                                  |
| Installierte Leistung | 2 Megawatt                                                                    | 2,2 Megawatt                                                                  |
| Anzahl Solarmodule    | 9000                                                                          | ca. 9.400                                                                     |
| Erzeugte Strommenge   | ca. 1,85 Mio. kWh/Jahr                                                        | ca. 2,1 Mio. kWh/Jahr                                                         |
| Einsparung CO2        | 1.200 Tonnen/Jahr                                                             | ca. 1.330 Tonnen/Jahr                                                         |
| Investitionsumfang    | ca. 4,1 Mio. Euro                                                             | ca. 2,7 Mio. Euro                                                             |
| Bauzeit               | zwei Monate                                                                   | nicht bekannt                                                                 |
| Fertigstellung        | Dezember 2011                                                                 | Oktober 2012                                                                  |
| Untergrund/Baufläche  | Konversionsfläche                                                             | Konversionsfläche                                                             |
| Geplante Laufzeit     | mind. 20 Jahre                                                                | mind. 20 Jahre                                                                |
| Investor              | ovag Energie AG und Stadt Linden                                              | ovag Energie AG und Stadt Linden                                              |
| Erwerb und Betrieb    | kommunaler Regie (Projektgesellschaft „ovagSolar Stadt Linden GmbH & Co. KG“) | kommunaler Regie (Projektgesellschaft „ovagSolar Stadt Linden GmbH & Co. KG“) |

Von Dezember 2011 bis Oktober 2012 sind 10 Monate vergangen. In dieser kurzen Zeit sind die Photovoltaik-Module im Preis um 350 Euro gesunken, ein Grund für den geringeren Investitionsumfang des zweiten Solarparks. Ebenso ist die Vergütung für Photovoltaik-Module gesunken. Im Dezember 2011 lag die Vergütung von Photovoltaik-Modulen an Anlagen auf Konversionsflächen, bei 22,07 Euro. Zehn Monate später, im Oktober 2012 lag die Vergütung nur noch bei 12,71 Euro.

## Finanzierung
Die Sparkasse Gießen legte eine Bürgerbeteiligung in Form von „Solarbriefen“ fest. Das Finanzierungsvolumen beläuft sich dabei auf 800.000 Euro und macht somit einen Investitionsumfang von 20 % aus. Als Mindestanlage werden 1.000 Euro bzw. 20.000 Euro als Maximalanlage festgelegt. Dabei handelt es sich um eine verzinste Laufzeit von 10 Jahren. Die restlichen Kosten wurden von der „ovag Energie AG“ getragen.

## Planung & Investition
Geplant wurden die Solarparks von dem Planungsbüro Fischer aus Linden. Der Versorger ovag Energie sowie die Stadt Gießen handelten einen Finanzierungsplan aus.
Um den genauen Ort eines Solarparks bestimmen zu können, muss das Areal untersucht und die Fläche, durch Angaben im Regionalplan, freigegeben werden. Bei den Flächenangaben handelt es sich um ausgewiesene Vorranggebiete sowie Vorbehaltsgebiete. Im Fall des Solarparks wurden keine direkten Flächen für Solarenergie bzw. erneuerbare Energien ausgewiesen. Der aktuelle Regionalplan von 2010 weist für die Flächen, an denen heute die Solarparks stehen, nur Vorrang- und Vorbehaltsgebiete für Landwirtschaft sowie Vorranggebiete für einen Regionalen Grünflächenzug aus.

## Proteste
Ein Landwirt aus Kleinlinden und weitere Anwohner sammelten zusammen 50 Unterschriften, die der Gießener Presse (Gießener Allgemeine Zeitung) präsentiert und in der Lindener Stadtverwaltung zum Protest hinterlegt wurden. Die Argumentation der Protestler war z. B. die unzumutbare Nähe zu dem Wohngebiet und den bewohnten Flächen sowie der von den Anlagen ausgehende Elektrosmog. Zudem beklagten sie die Summgeräusche der Wechselrichter und die Blendung durch die Solarmodule. Ihre Argumente wurden von dem zuständigen Planungsbüro entkräftet, so dass es zu dem Bau der Solarparks kommen konnte.